# Фрагмент рельєфу з прядкою

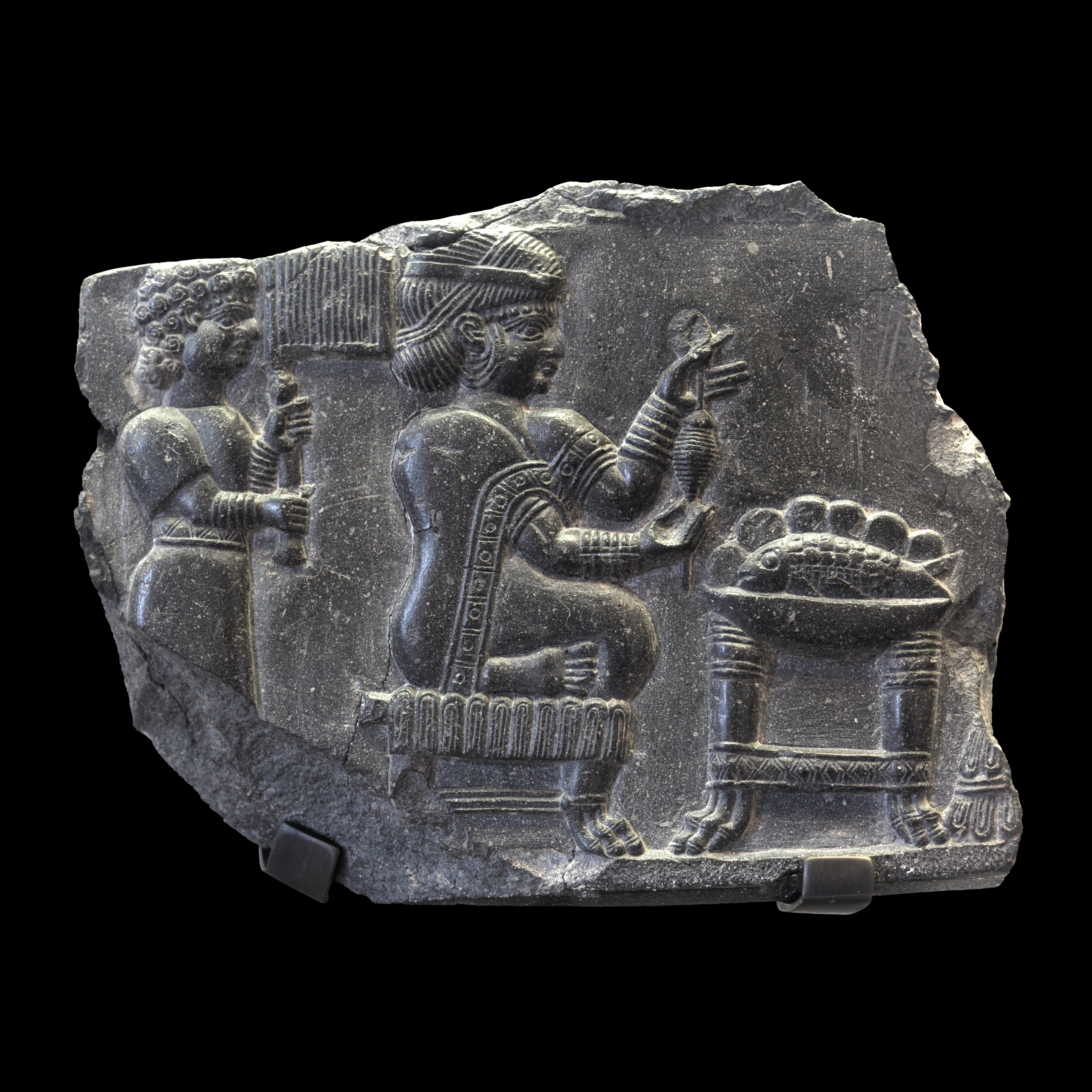
Фрагмент рельєфу з прядкою.

Фрагмент рельєфу з прядкою зараз знаходиться в Луврі під інвентарним номером SB 2834. Він був знайдений під час розкопок Жаком де Морганом в Сузах (на території сучасного Ірану) і має близько 10 см у висоту і 13 см в ширину. Його датують неоеламським періодом, тобто 8-7 століттям до нашої ери. нашої ери. Фрагмент вважається шедевром еламського мистецтва.
Права частина відтвореної сцени відкололася, що унеможливлює повне розуміння змісту. У середині фрагмента видно жінку, яка сидить підібгавши одну ногу на табуреті. Вона багато прикрашена і має по шість браслетів на кожній руці. Її сукня теж прикрашена, а волосся ретельно укладене. Вона зображена за прядкою. Позаду неї стоїть слуга, що тримає обома руками віяло. Перед жінкою стоїть стіл з рибою і круглими предметами, які є або хлібом, або фруктами. Праворуч вгорі ви можете побачити фрагменти одягу.
Рельєф з бітуму, що є цінним свідченням видобування його в ті часи.
Інтерпретація сцени викликає труднощі. У багатьох культурах прядіння вважається типово жіночим заняттям. Можливо, колись ця сцена зображувала подружню пару, коли жінка демонструвала чоловікові свої особливі вміння, таким чином зображуючи себе господинею жіночих кімнат у будинку.
Об'єкт виготовлений з бітуму. Бітум нагрівали приблизно до 250 градусів, а потім утворювали тверду мастику, на якій вирізали сцени. Бітумні об'єкти досі були засвідчені майже виключно в Сузах і часто описувалися в старих дослідженнях як темний або чорний камінь, але останні дослідження підтверджують, що вони справді є бітумом.